# Fatana Najib
Fatana Najib, née le 9 août 1953, est une linguiste afghane et ancienne Première dame d'Afghanistan. 
Elle a été Première dame du 30 septembre 1987 au 16 avril 1992. Elle était l'épouse du secrétaire général du PDPA et président afghan, Mohammad Najibullah, assassiné en 1996 par les talibans. Dans le cadre de sa fonction de Première dame, Najib a apporté son soutien aux familles des militaires des forces armées afghanes, en rendant visite aux familles des soldats blessés.

## Biographie
Fatana Najib est issue de la lignée royale du roi Amanullah.
Elle rencontre le futur dirigeant afghan, Mohammad Najibullah, alors qu'elle est élève en huitième année et qu'il est son tuteur en sciences. Ils se marient le 1er septembre 1974 et ont trois filles, Heela (née en 1977), Moska (née en 1984) et Onai (née en 1978). Fatana Najib devient ensuite directrice de l’école de la Paix à Kaboul.
La mère et ses trois filles fuient l'Afghanistan en 1992 pour vivre en exil à Delhi, en Inde. Depuis, elle réside dans ce pays, tandis que Heela et Moska étudient et travaillent à l'étranger. Heela a travaillé et vécu en Thaïlande, et vit actuellement en Suisse où elle a obtenu un diplôme au Franklin College (en), et étudie actuellement pour un doctorat en sciences religieuses à l'Université de Zurich. Moska a également fait ses études en Suisse et vit et travaille à Singapour.